# Franz Joseph Wolfgang Zech von Deybach
Franz Joseph Wolfgang Zech von Deybach kurz Pater Wolfgang (Zech) (* 15. November 1737; † 4. August 1778 in Augsburg) war ein Augustinerchorherr, Kanoniker und Propst des Stifts St. Georg in Augsburg.

## Leben
Er stammte aus dem geadelten Augsburger Patriziergeschlecht Zech von Deybach. Die Familie wurde mit Constantin Zech von Deybach am 12. März 1677 in Wien vom Kaiser Leopold I. in den erblichen Freiherrenstand erhoben. Franz Joseph Wolfgang Zech von Deybach schlug eine geistliche Laufbahn ein. Nach einem Studium der Philosophie in Augsburg, Dillingen und Ingolstadt sowie anschließender Promotion zum Dr. phil. trat er 1758 als Mönch in das Augustinerchorherrenstift St. Georg ein. 1759 studierte er Theologie und Kirchenrecht an der Universität Ingolstadt. 1761 empfing er in Eichstätt die Priesterweihe. 1774 ernannte man ihm zum Propst, welches Amt er bis zu seinem Tod innehatte. Während seiner Amtszeit befand sich das Kloster in einer schwierigen Lage. Man setzte große Hoffnungen in seine Person. Jedoch konnte er wegen seines frühen Todes keine umfassenden Reformen einleiten. Pater Wolfgang Zech starb am 4. August 1778 im Alter von 42 Jahren. Im Amt folgte ihm der Pfarrer von St. Georg Pater Martin Scheu nach.